# Ernst Petrich
Carl Ernst Petrich (* 23. Oktober 1878 in Gravenhorst bei Hörstel; † 19. April 1964 in Leer/Ostfriesland) war ein deutscher Maler und Grafiker.

## Biografie
Petrich war Sohn des Hüttendirektors Carl Ernst Petrich und dessen Ehefrau Selma, geborene Merkel. Als Dreijähriger kam er nach Leer, da sein Vater dort die Leitung der Boekhoffschen Fabrik übernahm, die er in eine Eisengießerei umwandelte. Nach der Schulausbildung absolvierte Ernst Petrich eine umfangreiche Maler- und Grafikerausbildung. 1898 besuchte er die Kunstschule Philipp Francks in Berlin. Von 1898 bis 1901 war er Schüler der Kunstakademie Düsseldorf unter Peter Janssen dem Älteren und Eduard von Gebhardt. Nach einem kurzen Aufenthalt in Paris, wo er die Académie Julian besuchte, ging er 1902 auf die Technische Hochschule Charlottenburg und studierte bei Carl Saltzmann Marinemalerei und Hans Mayer Gebrauchsgraphik. Von 1905 bis 1912 unterwies ihn Friedrich Kallmorgen in der Landschaftsmalerei. Kallmorgen, den er auf Studienreisen begleitete, prägte sein historisch-volkskundliches Interesse. Petrich ließ sich in Berlin, wo er 1912 dem Verein Berliner Künstler beitrat, dauerhaft nieder. Dort unterrichtete bis zu seiner Pensionierung im Jahr 1939 als Lehrer für Gebrauchsgraphik an einer Handwerker- und Gewerbeschule, ferner gab er Privatunterricht. Im Jahr 1949 kehrte er nach Leer zurück, dort starb er am 19. April 1964.

## Vermächtnis
Er hinterließ als Maler und Grafiker ein umfangreiches Werk, das für die ostfriesische Region von besonderer Bedeutung ist, zumal er sehr heimatbezogene Werke schuf. Viele für die Region typische Motive hat er in seinem Leben festgehalten. Petrichs Schiffsstudien sind weithin bekannt. Seine Radierungen, Zeichnungen, Skizzen und Gemälde sind in Sammlerkreisen begehrt. Als 1967 seine Ehefrau starb, wurde der Nachlass in das Heimatmuseum Leer und in die Sammlung der Ostfriesischen Landschaft überführt.